# 屈洛兹站
屈洛兹站是法国的一个铁路车站，位于法国东部城市屈洛兹。

## 位置
屈洛兹站位于屈洛兹市区的西南部。车站大致呈东西走向，开口朝北。

## 车站概况
屈洛兹站是一个铁路交通枢纽，西侧的铁路可连接里昂，东侧的铁路则呈"<"型，其中东北侧可前往日内瓦方向，东南侧则前往尚贝里方向。此外，屈洛兹站东侧还有条南北向的联络线，可使得"日内瓦—尚贝里"一线的列车不必进入屈洛兹站换向，此举减少了该线列车的运行时间，但同时该线的大部分列车也因此不再停靠屈洛兹站。
屈洛兹站没有直达巴黎的列车，乘客需通过里昂进行联程中转。

## 停靠线路
以下列车线路在屈洛兹站停靠：
| 屈洛兹站列车线路表                  |              |                   |                   |              |
| 线路                                | 车种         | 上一站            | 下一站            | 大致运行频率 |
| 里昂佩拉什/帕丢—贝勒加尔德/日内瓦   | 法国大区列车 | 昂贝略/大维里厄   | 塞塞勒/贝勒加尔德 | 每天9趟左右  |
| 里昂—圣日尔维莱班/埃维昂            | 法国大区列车 | 昂贝略/大维里厄   | 塞塞勒/贝勒加尔德 | 每周3趟左右  |
| 里昂—阿讷西                         | 法国大区列车 | 昂贝略            | 艾克斯莱班        | 每天1~2趟    |
| 日内瓦/贝勒加尔德—格勒诺布尔/瓦朗斯 | 法国大区列车 | 贝勒加尔德/塞塞勒 | 艾克斯莱班        | 每天1趟      |
| 昂贝略—尚贝里                       | 法国大区列车 | 大维里厄          | 维永-沙纳兹       | 每天1~4趟    |
| 1. 2. 3.                            |              |                   |                   |              |

## 配套交通

### 城际客运
屈洛兹站对应的大巴车上下车地点位于车站正门。当某条铁路线施工或罢工时，SNCF也会提供途径该线路沿途站点的大巴车。

### 市内交通
屈洛兹暂无城市公共交通线路，从屈洛兹站步行大约5分钟即可进入屈洛兹城区。

### 社会车辆
屈洛兹站门口设有社会车辆停车场。

## 临近车站
| 屈洛兹站（Gare de Culoz）      |                    |               |
| 上行车站                       | 线路               | 下行车站      |
| 大维里厄贝莱站                 | 里昂－日内瓦铁路   | 塞塞勒站      |
| （起点）                       | 屈洛兹－莫达讷铁路 | 维永-沙纳兹站 |
| - 本表仅显示运营中的线路及车站 |                    |               |